# Metophthalmus occidentalis
Metophthalmus occidentalis is een keversoort uit de familie schimmelkevers (Latridiidae). De wetenschappelijke naam van de soort werd in 1984 gepubliceerd door Gunnar Israelson.